# Osage Tribe
Gli Osage Tribe sono un gruppo italiano di rock progressivo, costituitosi nel 1971.

## Storia del gruppo
Il gruppo è stato fondato da Franco Battiato, che a quei tempi si dedicava alla musica sperimentale, assieme a Marco Zoccheddu, Bob Callero e Nunzio Favia. Lo stesso Battiato promuove il gruppo presso le case discografiche ed ottiene il contratto per l'incisione d'un singolo intitolato Un falco nel cielo, che viene scelto come sigla del programma televisivo Chissà chi lo sa?, condotto da Febo Conti.
Subito dopo l'incisione, Battiato esce dal gruppo per dedicarsi alla carriera solista. Rimasti in tre, gli Osage cambiano direzione, passando dal pop leggero del loro singolo ad un suono più progressivo e realizzando nel 1972 il loro unico album intitolato Arrow head, un'interessante fusione di hard rock progressivo con proiezioni jazzistiche.
Già alla fine del 1972, Zoccheddu e Callero lasciano il gruppo per trasferirsi nei Duello Madre, Nunzio Favia recluta Piero Marchiani e Red Canzian, proveniente dai Capsicum Red, che dopo una breve permanenza si unisce ai Pooh ed il gruppo si scioglie.
Bob Callero ha fatto parte successivamente del super-gruppo Il Volo, con Alberto Radius, Mario Lavezzi, Gabriele Lorenzi, Vince Tempera e Gianni Dall'Aglio, ed è poi divenuto uno dei più apprezzati turnisti italiani, collaborando con Lucio Battisti per l'album Il nostro caro angelo, in cui ha lasciato una notevole impronta, Eugenio Finardi, Anna Oxa (sua gran parte dei testi del disco Anna non si lascia), Loredana Bertè, il pianista jazz Sonny Taylor, Fausto Leali e Patty Pravo.

## Formazione
- Franco Battiato - voce
- Marco Zoccheddu - chitarra, tastiere, voce (1971 - 1972)
- Bob Callero - basso (1971-1972)
- Nunzio Favia - batteria (1971 - 1973)

### Altri membri
- Piero Marchiani - basso (1973)
- Red Canzian - chitarra (1973)

## Discografia
Album in studio
- 1972 - Arrow Head (Bla Bla, BBL 10052)
- 2013 - Hypnosis (AMS/BTF, AMS LP 68)

Singoli
- 1971 - Un falco nel cielo/Prehistoric Sound (Bla Bla, BBR 1323)
- 1971 - Prehistoric Sound/Crazy Horse (Ekipo 2818; pubblicato in Spagna)

Apparizioni in compilation
- 1972 - Tarzan (Bla Bla, BOP 90001, con i Black Sunday Flowers, i Capsicum Red e i Well's Fargo; gli Osage Tribe sono presenti con Crazy horse, Prehistoric sound e Hajenhanhowa)
- 2002 - La convenzione (D'Autore/Azzurra Music, DA 1008, con Franco Battiato e Juri Camisasca; gli Osage Tribe sono presenti con Crazy horse)